# Metro de Sevilla
|  | Aquest article parla de la xarxa ferroviària del metro de Sevilla, per a l'operadora vegeu Metro de Sevilla (operador) |

El Metro de Sevilla és una xarxa de ferrocarril metropolità de tipus lleuger que opera en la ciutat de Sevilla (Andalusia, Espanya) i la seva àrea metropolitana. El sistema és totalment independent de tots els altres tipus de trànsit, com ara el ferrocarril o el trànsit per carretera. Totes les estacions estan dotades amb portes d'andana.
Consta d'una línia operativa, inaugurada el 2 d'abril de 2009, que compta amb un total de 21 estacions repartides per quatre termes municipals de l'àrea metropolitana i una segona, la Línia 3, les obres de construcció de la qual van començar en 2023, sent esperada la seva finalització per a l'any 2030.
El sistema té una longitud de 18 km i 21 estacions. L'any 2024, Metro de Sevilla va superar la xifra de 22 milions de viatgers, sent la cinquena xarxa d'Espanya quant a nombre de passatgers i quilòmetres explotats.
El Metre de Sevilla té connexions amb la xarxa de Rodalies Sevilla i Metrocentro (tramvia). Amb la seva inauguració en 2026, el Tramvia d'Alcalá de Guadaira estarà connectat a la xarxa de metro.

## Història

### Antic projecte
Els primers passos per a la creació d'un ferrocarril metropolità per a Sevilla es remunten a la dècada de 1960. L'any de 1968 l'Ajuntament de Sevilla, en el seu «Pla decennal d'actuació municipal», afirmava que els transports de superfície es manifestaven insuficients per a atendre les demandes de mobilitat dels ciutadans, a causa de les demandes de mobilitat dels ciutadans. Aquest pla proposava estudiar la creació d‟un ferrocarril metropolità subterrani per als anys 1970.
El 30 de juliol del 1969 el ple municipal de l'ajuntament va aprovar l'estudi, enviant-lo al Ministeri d'Obres Públiques que, en revisar-lo, va convocar un concurs per a la redacció del projecte. Al setembre del 1972 conclou aquesta redacció, originant el primer avantprojecte del Metro de Sevilla. El primer projecte plantejava una xarxa formada per tres línies interconnectades entre si que sumaven un total de 27,2 km i 32 estacions, plantejant el soterrament de les vies al centre de la ciutat i el seu pas en superfície a la perifèria. El projecte convertiria Sevilla a la tercera ciutat espanyola amb metro.
La línia 1, de 10,5 km soterrats, connectava l'est amb el nord de la ciutat passant pel cor del centre històric. El projecte de línia 2, de 7,2 km, preveia un traçat que unia el nord-oest i el sud de la capital. Per la seva banda, la línia 3 ha completat la xarxa amb un traçat d'est a oest, vorejant el centre de la ciutat per la Ronda Històrica.
Les primeres obres experimentals van arrencar a la Alameda d'Hèrcules a mitjan 1974. Després de la corresponent aprovació de la llei per part de les corts franquistes, les obres d'execució de la línia 1 van ser inaugurades començant pel tram La Plata-Gran Plaza en abril de 1976. En 1978 i 1979 es van licitar els trams segon i tercer de la línia, corresponents als trams Plaza-Estrella i Estrella-Plaza Nueva respectivament.
Aquest projecte va ser cancel·lat en 1983, després que la construcció d'alguns túnels hagués començat, per la por que els edificis històrics es poguessin veure afectats. A més a més, la viabilitat econòmica del projecte es va qüestionar perquè la població de la ciutat no va créixer com s'esperava.
Les obres van marxar sense incidents amb diversos quilòmetres de túnel construïts fins que el 4 de novembre de 1981 es va observar un enfonsament del monument a San Fernando situat a Plaza Nueva. El 28 de març de 1982 es va produir un esvoranc de més de 5 metres a la Estació de Puerta Jerez i a la fi del mateix any van aparèixer esquerdes a la Estació de San Bernardo i a l'edifici de La Equitativa.
Aquests fets van provocar l'alarma ciutadana i van encoratjar una campanya en contra dels avenços del projecte de metro. El 1984 es produeix la suspensió de les obres després d'un estudi d'una comissió assessora, que aconsellava paralitzar el projecte fins a fer nous estudis. Aleshores ja s'havien invertit 5000 milions de pessetes i s'havien construït 3 quilòmetres de túnel i tres estacions de la línia 1.
La suspensió de les obres es converteix en definitiva després d'un informe de l'administració en què es manifestaven els temors que les obres poguessin provocar danys en nombrosos edificis històrics a causa de la complexa i fràgil naturalesa del sòl sevillà, així com la manca de rendibilitat econòmica del projecte a causa de la inexactitud dels informes que estimaven un augment de la població molt superior al que es va produir.

### Projecte actual

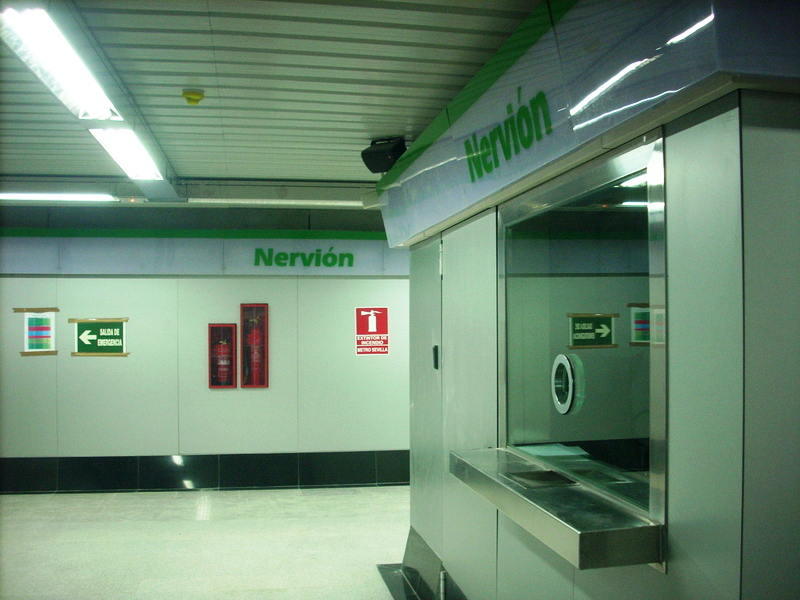
Estació de Nervión

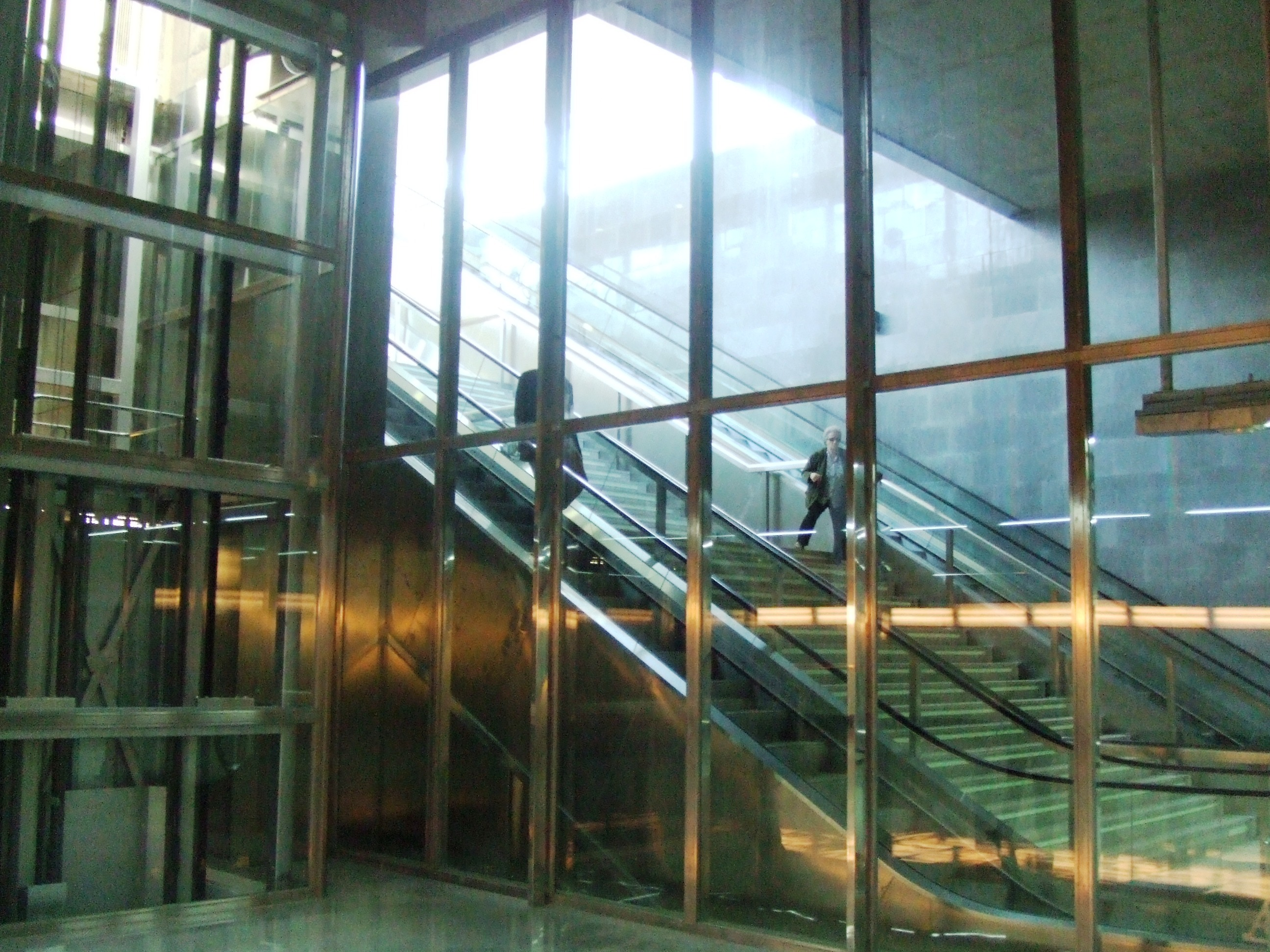
Estació de San Bernardo

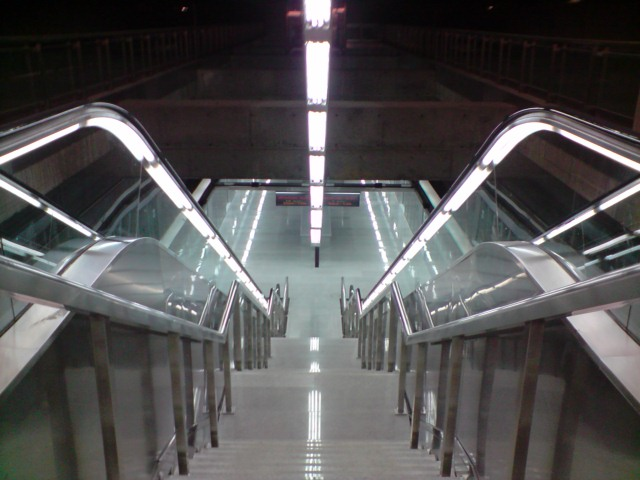
Estació de Plaza de Cuba

Quinze anys després de la suspensió del projecte, el 1999 el pacte municipal entre PSOE i el Partit Andalusista va propiciar la reactivació del projecte, emparant-se en els avenços produïts en la tecnologia per a la construcció de túnels ia un efectiu creixement de la població.
La Junta d'Andalusia va desenvolupar un projecte bàsic que recuperava les obres de la línia 1 del metro, per la qual va encarregar tasques de diagnòstic per comprovar l'estat i recuperar les construccions que ja estaven efectuades del projecte anterior. La línia preveia un nou traçat que abastés els municipis de l'àrea metropolitana.
L'any 2003 es va concretar el projecte i s'asseuen les bases de la nova xarxa de metro. Això es va produir en el context d'una sèrie de plans que es van emportar paral·lelament a diverses províncies andaluses per a l'expansió del ferrocarril urbà a la comunitat i que preveien també la creació del Metro de Màlaga, el Metro de Granada, el Trambahía de la Badia de Cadis i el Tramvia de Jaén.

### Construcció
El 23 de setembre de 2003 van començar les obres del metro de Sevilla amb la construcció de la Estació de Nervión i la rehabilitació del túnel construït 25 anys enrere, que aleshores es trobava en estat d'inundació després d'anys en desús. En una primera fase es contemplava la construcció i posada en marxa de la línia 1, deixant la projecció per quan s'hagués inaugurat el sistema. Les obres contemplaven una inversió de 428,5 milions d'euros i en preveien la finalització el juny del 2006.
Les obres de construcció van avançar, però no exemptes de problemes i incidents tècnics que van endarrerir la data d'obertura i van augmentar el pressupost. Els treballs van provocar alguns esvorancs en trams de calçada al llarg de la capital i la caiguda d'una biga a la SE-30.
Al juny del 2006, data en què s'havia previst inicialment la inauguració, quedaven per executar més de la meitat de les obres del traçat. No obstant això, malgrat trobar-se amb alguns canvis de traçat i desviaments de maquinària, els treballs ja avançaven amb més rendiment aleshores.
A la primavera de 2007 es va inaugurar el tramvia municipal que recorre el casc històric de la capital, el Metrocentro. Aleshores el tramvia mancava d'unitats pròpies amb què realitzar el servei, per la qual cosa Metro de Sevilla va arribar a un acord amb l'Ajuntament i va cedir cinc unitats de Urbos 2 a TUSSAM en règim de lloguer a raó de 37.500€/mes.
Uns mesos més tard, TUSSAM va decidir comprar definitivament les unitats a Metro de Sevilla per 12 milions d'euros. No obstant això, quan el tramvia va estrenar nous ferrocarrils el 2010, va tornar els antics al seu fabricant, CAF, el qual posteriorment els va revendre de nou a Metro de Sevilla per 9,5 milions d'euros.
El 27 de novembre de 2008, a 24 dies de la nova data d'obertura del servei, va ocórrer un incident que va obligar a endarrerir la inauguració tres mesos i mig més: una filtració d'aigua produïda per les actuacions que s'estaven realitzant a la Estació de Puerta Jerez va originar un corriment de terres que va provocar un esvoranc de tres metres i mig de diàmetre i l'enfonsament d'un quiosc de premsa.

### Inauguració
El Metre de Sevilla finalment va ser inaugurat el 2 d'abril de 2009 en una cerimònia especial d'obertura a la qual van acudir personalitats polítiques del govern andalús i l'Ajuntament. Durant aquell dia es van dur a terme diversos actes informatius per fomentar i donar a conèixer el funcionament el nou mitjà de transport a la ciutadania. Sevilla es va convertir així a la primera ciutat d'Andalusia a disposar de ferrocarril metropolità i la setena d'Espanya.

## Línies

Plànol

| Line   | Situació                                      | Recorregut                                  | Longitud          | Estacions |
| ------ | --------------------------------------------- | ------------------------------------------- | ----------------- | --------- |
|        | Operativa des del 2009                        | Ciudad Expo Olivar de Quintos               | 18.1 km (11.2 mi) | 21        |
|        | En projecte                                   | Torre Triana Aeronáutica                    | 13.4 km (8.3 mi)  | 17        |
|        | En construcció (inauguració prevista en 2030) | Pino Montano Norte Hospital Virgen de Valme | 18.2 km (11.3 mi) | 24        |
|        | En projecte                                   | Circular                                    | 17.7 km (11.0 mi) | 24        |
| Total: | Total:                                        | Total:                                      | 18.1              | 21        |

## Sistema tarifari
Les tarifes del Metro de Sevilla són variables en funció de diferents paràmetres, com ara l'itinerari que es faci segons les zones de la ciutat o l'ús de diferents tipus de títols de viatge.

### Zonificació
El preu del viatge s'estableix en funció del nombre de salts que l'usuari hagi d'efectuar entre les estacions d'origen i de destinació. S'entén com a salt el pas d'una determinada zona tarifària a una altra diferent. Aquest sistema de tarifes per zones i salts és el que està implantat en altres mitjans de transport de l'àrea metropolitana, com ara els autobusos urbans i la xarxa de trens de rodalia.
Els salts estan situats a les estacions de Blas Infante i de Pablo de Olavide. Aquestes dues estacions funcionen com estacions frontera, de manera que no es compten com a salt si el viatge comença o finalitza en aquestes estacions, només si hom les travessa.

### Títols de viatge
El sistema de pagament utilitzat a les instal·lacions del metro és variable. L'usuari pot triar entre dos mitjans de pagament diferents: el títol exclusiu del Metro de Sevilla o la targeta multimodal del Consorci de Transports de l'Àrea Metropolitana de Sevilla.
Tots dos tipus de pagament es realitzen amb targetes sense contacte, que han de ser validades quan s'entra i quan es surt de les estacions. Per tant, el pagament s'efectua a la sortida del viatge, en funció del trajecte viatjat.

## Freqüències de pas
En la primera fase de l'engegada de la línia 1 del metro, la freqüència de pas de trens en hores punta serà d'entre 4 i 5 minuts, mentre que a les hores vall passaran trens cada 6 o 7 minuts. A més, la freqüència és diferent als trams Ciudad Expo - Cocheras i Cocheras - Condequinto; aquesta última estació funcionarà com a capçalera de forma provisional fins que s'obrin les altres tres estacions de Montequinto, encara en construcció.